# Modena Football Club 1964-1965
Questa pagina raccoglie le informazioni riguardanti il Modena Football Club nelle competizioni ufficiali della stagione 1964-1965.

## Rosa
| N. |                     | Ruolo | Calciatore           |
| -- | ------------------- | ----- | -------------------- |
|    | Italia (bandiera)   | D     | Francesco Aguzzoli   |
|    | Italia (bandiera)   | D     | Giuseppe Barucco     |
|    | Italia (bandiera)   | C     | Giordano Bellei      |
|    | Italia (bandiera)   | C     | Gianpietro Benedetti |
|    | Italia (bandiera)   | D     | Gianfranco Borsari   |
|    | Italia (bandiera)   | A     | Sergio Brighenti     |
|    | Germania (bandiera) | A     | Albert Brülls        |
|    | Italia (bandiera)   | C     | Dante Castellazzi    |
|    | Italia (bandiera)   | D     | Giordano Cattani     |
|    | Italia (bandiera)   | C     | Michele Chirico      |
|    | Italia (bandiera)   | P     | Angelo Colombo       |
|    | Italia (bandiera)   | A     | Oliviero Conti       |
|    | Italia (bandiera)   | A     | Luigi De Robertis    |

| N. |                      | Ruolo | Calciatore        |
| -- | -------------------- | ----- | ----------------- |
|    | Italia (bandiera)    | C     | Dario Dolci       |
|    | Italia (bandiera)    | A     | Giuseppe Gallo    |
|    | Italia (bandiera)    | A     | Ulisse Gualtieri  |
|    | Italia (bandiera)    | D     | Giuseppe Longoni  |
|    | Italia (bandiera)    | C     | Gianni Mantovani  |
|    | Argentina (bandiera) | A     | Rubén Merighi     |
|    | Italia (bandiera)    | C     | Angelo Ottani     |
|    | Italia (bandiera)    | A     | Enrico Pagliari   |
|    | Italia (bandiera)    | C     | Giorgio Rognoni   |
|    | Italia (bandiera)    | P     | Sauro Solieri     |
|    | Cile (bandiera)      | A     | Jorge Toro        |
|    | Italia (bandiera)    | C     | Ettore Venturelli |

## Risultati

### Serie B

#### Girone di andata
| 13 settembre 1964 1ª giornata | Modena | 3 – 0 | Triestina |  |

| 20 settembre 1964 2ª giornata | Padova | 0 – 0 | Modena |  |

| 27 settembre 1964 3ª giornata | Modena | 0 – 1 | Napoli |  |

| 4 ottobre 1964 4ª giornata | Monza | 0 – 1 | Modena |  |

| 11 ottobre 1964 5ª giornata | Pro Patria | 1 – 0 | Modena |  |

| 18 ottobre 1964 6ª giornata | Modena | 1 – 1 | Brescia |  |

| 25 ottobre 1964 7ª giornata | Reggiana | 0 – 0 | Modena |  |

| 1º novembre 1964 8ª giornata | Modena | 3 – 0 | Parma |  |

| 15 novembre 1964 9ª giornata | Modena | 3 – 1 | Livorno |  |

| 22 novembre 1964 10ª giornata | Verona | 1 – 1 | Modena |  |

| 29 novembre 1964 11ª giornata | Modena | 3 – 0 | Palermo |  |

| 6 dicembre 1964 12ª giornata | Alessandria | 1 – 1 | Modena |  |

| 13 dicembre 1964 13ª giornata | Trani | 0 – 2 | Modena |  |

| 20 dicembre 1964 14ª giornata | Modena | 2 – 1 | Potenza |  |

| 27 dicembre 1964 15ª giornata | Modena | 0 – 0 | Catanzaro |  |

| 10 gennaio 1965 16ª giornata | Bari | 1 – 0 | Modena |  |

| 17 gennaio 1965 17ª giornata | SPAL | 2 – 0 | Modena |  |

| 24 gennaio 1965 18ª giornata | Modena | 1 – 1 | Venezia |  |

| 31 gennaio 1965 19ª giornata | Modena | 0 – 0 | Lecco |  |

#### Girone di ritorno
| 7 febbraio 1965 20ª giornata | Triestina | 2 – 2 | Modena |  |

| 14 febbraio 1965 21ª giornata | Modena | 2 – 0 | Padova |  |

| 21 febbraio 1965 22ª giornata | Napoli | 1 – 0 | Modena |  |

| 28 febbraio 1965 23ª giornata | Modena | 2 – 1 | Monza |  |

| 7 marzo 1965 24ª giornata | Modena | 0 – 0 | Pro Patria |  |

| 14 marzo 1965 25ª giornata | Brescia | 3 – 1 | Modena |  |

| 21 marzo 1965 26ª giornata | Modena | 1 – 1 | Reggiana |  |

| 28 marzo 1965 27ª giornata | Parma | 1 – 1 | Modena |  |

| 11 aprile 1965 28ª giornata | Livorno | 0 – 0 | Modena |  |

| 18 aprile 1965 29ª giornata | Modena | 1 – 1 | Verona |  |

| 25 aprile 1965 30ª giornata | Palermo | 2 – 0 | Modena |  |

| 2 maggio 1965 31ª giornata | Modena | 2 – 1 | Alessandria |  |

| 9 maggio 1965 32ª giornata | Modena | 1 – 0 | Trani |  |

| 16 maggio 1965 33ª giornata | Potenza | 1 – 1 | Modena |  |

| 23 maggio 1965 34ª giornata | Catanzaro | 1 – 1 | Modena |  |

| 30 maggio 1965 35ª giornata | Modena | 0 – 0 | Bari |  |

| 6 giugno 1965 36ª giornata | Modena | 0 – 2 | SPAL |  |

| 13 giugno 1965 37ª giornata | Venezia | 0 – 0 | Modena |  |

| 20 giugno 1965 38ª giornata | Lecco | 0 – 0 | Modena |  |

## Statistiche

### Statistiche di squadra
| Competizione | Punti | In casa | In casa | In casa | In casa | In casa | In casa | In trasferta | In trasferta | In trasferta | In trasferta | In trasferta | In trasferta | Totale | Totale | Totale | Totale | Totale | Totale | DR |
| Competizione | Punti | G       | V       | N       | P       | Gf      | Gs      | G            | V            | N            | P            | Gf           | Gs           | G      | V      | N      | P      | Gf     | Gs     | DR |
| ------------ | ----- | ------- | ------- | ------- | ------- | ------- | ------- | ------------ | ------------ | ------------ | ------------ | ------------ | ------------ | ------ | ------ | ------ | ------ | ------ | ------ | -- |
| Serie B      | 41    | 19      | 9       | 8       | 2       | 25      | 11      | 19           | 2            | 11           | 6            | 11           | 17           | 38     | 11     | 19     | 8      | 36     | 28     | +8 |
| Coppa Italia |       | 2       | 1       | 1       | 0       | 3       | 2       | -            | -            | -            | -            | -            | -            | 2      | 1      | 1      | 0      | 3      | 2      | +1 |
| Totale       |       | 21      | 10      | 9       | 2       | 28      | 13      | 19           | 2            | 11           | 6            | 11           | 17           | 40     | 12     | 20     | 8      | 39     | 30     | +9 |

### Statistiche dei giocatori
| Giocatore      | Serie B  | Serie B | Coppa Italia | Coppa Italia | Totale   | Totale |
| Giocatore      | Presenze | Reti    | Presenze     | Reti         | Presenze | Reti   |
| -------------- | -------- | ------- | ------------ | ------------ | -------- | ------ |
| F. Aguzzoli    | 33       | 0       | 2            | 0            | 35       | 0      |
| G. Barucco     | 25       | 0       | 1            | 0            | 26       | 0      |
| G. Bellei      | 5        | 0       | 2            | 0            | 7        | 0      |
| G. Benedetti   | 4        | 0       | -            | -            | 4        | 0      |
| G. Borsari     | 35       | 0       | 2            | 0            | 37       | 0      |
| S. Brighenti   | 1        | 1       | -            | -            | 1        | 1      |
| A. Brulls      | 20       | 2       | 2            | 1            | 22       | 3      |
| D. Castellazzi | 5        | 0       | 1            | 0            | 6        | 0      |
| G. Cattani     | 26       | 0       | 1            | 0            | 27       | 0      |
| M. Chirico     | 2        | 0       | -            | -            | 2        | 0      |
| A. Colombo     | 37       | -28     | 2            | -2           | 39       | -30    |
| O. Conti       | 27       | 12      | 1            | 0            | 28       | 12     |
| L. De Robertis | 32       | 4       | 2            | 0            | 34       | 4      |
| G. Gallo       | 2        | 1       | -            | -            | 2        | 1      |
| U. Gualtieri   | 12       | 0       | -            | -            | 12       | 0      |
| G. Longoni     | 33       | 5       | 2            | 1            | 35       | 6      |
| G. Mantovani   | 2        | 0       | -            | -            | 2        | 0      |
| R. Merighi     | 28       | 5       | 1            | 0            | 29       | 5      |
| A. Ottani      | 10       | 0       | -            | -            | 10       | 0      |
| E. Pagliari    | 21       | 1       | 2            | 1            | 23       | 2      |
| G. Rognoni     | 1        | 0       | -            | -            | 1        | 0      |
| S. Solieri     | 1        | 0       | -            | -            | 1        | 0      |
| J. Toro        | 25       | 2       | 1            | 0            | 26       | 2      |
| E. Venturelli  | 31       | 2       | 1            | 0            | 32       | 2      |